# 大衛·F·桑德柏格
大衛·F·桑德柏格（英語：David F. Sandberg，1981年12月23日—），瑞典男導演、製片人和編劇，他時常製作多部低預算的恐怖短片。2016年，桑德柏格所執導的電影導演處女作《鬼關燈》是改編自他自編自導的2013年同名短片，電影獲得了正面的評價和成功的票房。

## 職業生涯
債務累累的桑德柏格於2013年拍了恐怖短片《Lights Out》而在網上獲得了關注。後來，他改編自其短片而執導了《鬼關燈》，電影於2016年上映並獲得了極高的讚譽。2016年3月，他被聘請擔任《安娜貝爾：造孽》的導演，該片為2014年恐怖片《安娜貝爾》的續集，定於2017年上映。2017年7月，桑德柏格成為了DC擴展宇宙電影《沙贊》的導演，該片改編自DC漫畫旗下的同名角色。

## 個人生活
2013年，桑德柏格與時常在自己多支短片、《鬼關燈》中合作的洛塔·洛斯汀結婚。

## 作品列表

### 短片
- 2006：《Vad tyst det blev...》-導演，編劇，監製，剪輯師，作曲家，演員
- 2011：《Animera = Göra livlig》-導演，剪輯師，作曲家
- 2012：《The Drawing Box》-導演，編劇，監製，演員
- 2013：《Ladyboy》-導演，攝影指導，剪輯師，作曲家
- 2013：《Cam Closer》-導演，編劇，攝影指導，剪輯師
- 2013：《鬼關燈（英语：Lights Out (2013 film)）》-導演，編劇，監製，攝影指導，剪輯師，作曲家
- 2014：《Pictured》-導演，編劇，攝影指導，剪輯師，作曲家
- 2014：《Not So Fast》-導演，編劇，攝影指導，剪輯師，演員
- 2014：《Coffer》-導演，編劇，攝影指導，剪輯師
- 2014：《See You Soon》-導演，編劇，攝影指導，剪輯師，作曲家
- 2015：《Attic Panic》-導演，編劇，監製，攝影指導，剪輯師，作曲家，演員
- 2016：《Closet Space》-導演，編劇，監製，攝影指導，剪輯師，演員
- 2020：《Shadowed》-導演，編劇，監製，攝影指導，剪輯師，作曲家
- 2020：《Not Alone in Here》-導演，編劇，監製，攝影指導，剪輯師，作曲家
- 2023：《Cam Closer II》-導演，編劇，監製，攝影指導，剪輯師，作曲家

### 電影
- 2016：《鬼關燈》-導演
- 2017：《安娜貝爾：造孽》-導演
- 2019：《沙贊！》-導演[6]
- 2023：《沙贊！眾神之怒》-導演
- 2025：《直到黎明》-導演，監製[8]

## 外部連結
- 大衛·F·桑德柏格在互联网电影资料库（IMDb）上的資料（英文）
- 大衛·F·桑德柏格的X（前Twitter）